# Poståkeriet

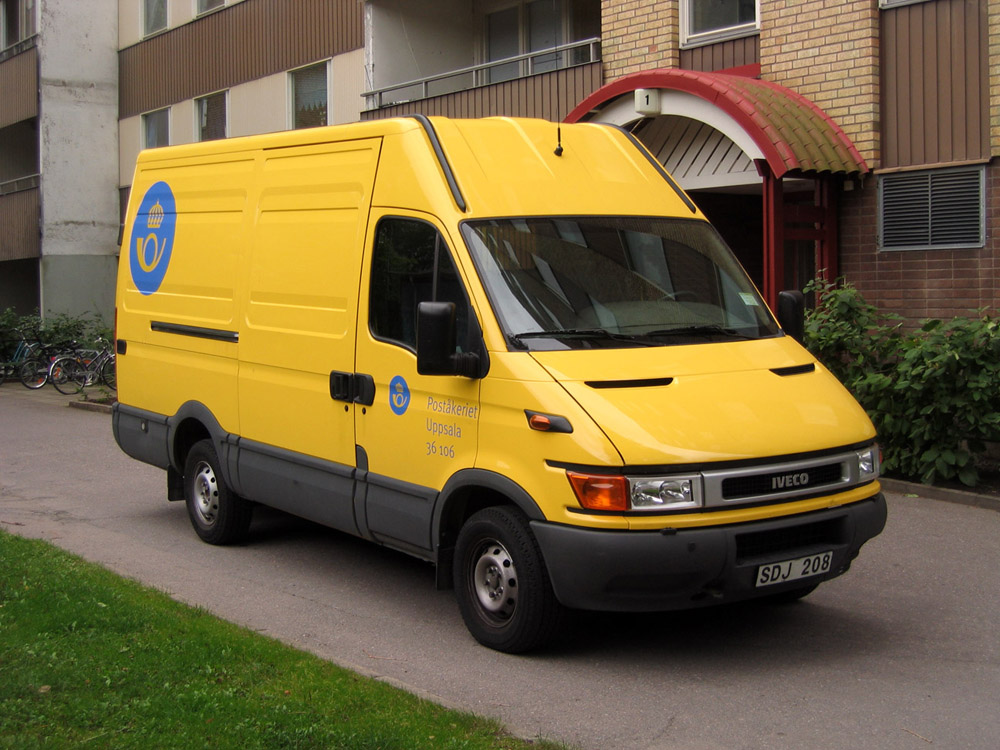
En Iveco Daily tillhörande Posten Logistik Uppsala

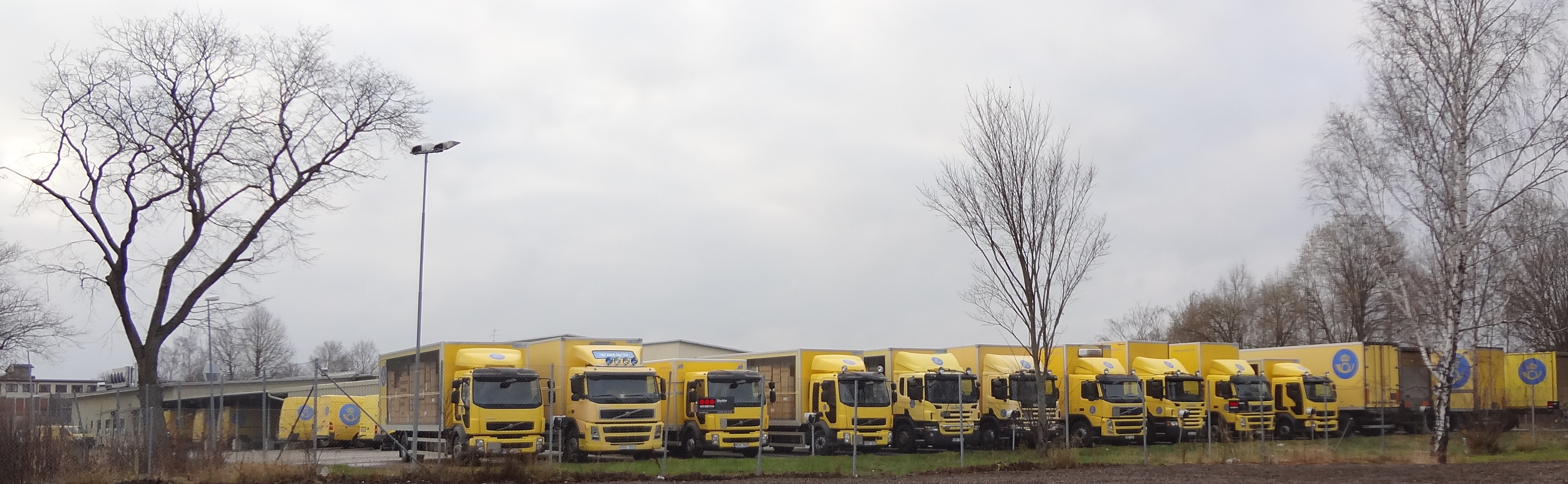
Poståkeriets lastbilar vid Postens företagscenter i Eskilstuna.

Poståkeriet, sedermera Posten Logistik (numera PostNord Sverige) bildades 1993 genom en avknoppning av Postens transportenheter och har sedan dess varit ett helägt dotterbolag till Posten AB. Sedan 1 januari 2009 är åkeriverksamheten en del av Posten Logistik AB.
Posten Logistik hade Nordens största åkeri med cirka 2 500 fordonsenheter och cirka 3 700 medarbetare. Åkeriverksamheten bedrevs inom tre olika segment: paket, pall och linjetransporter (brev och paket). Paketbefordran stod för cirka 40 procent av verksamheten, linjetransporter av brev och paket från lokala serviceställen till landets brev- och paketterminaler stod för cirka 20 procent. Resterande del bestod av pall och externa transporter, vilket är den del som mest liknar traditionell åkerirörelse.